# Yanıqlı
Yanıqlı är en ort i Azerbajdzjan.   Den ligger i distriktet Tovuz Rayonu, i den västra delen av landet, 400 km väster om huvudstaden Baku. Yanıqlı ligger 653 meter över havet och antalet invånare är 2 395.
Terrängen runt Yanıqlı är huvudsakligen lite bergig. Yanıqlı ligger nere i en dal. Runt Yanıqlı är det ganska tätbefolkat, med 70 invånare per kvadratkilometer.. Närmaste större samhälle är Qovlar, 12,6 km norr om Yanıqlı.
Trakten runt Yanıqlı består till största delen av jordbruksmark.